# 1352.
◄ | 13. stoljeće | 14. stoljeće | 15. stoljeće | ►
◄ | 1320-ih | 1330-ih | 1340-ih | 1350-ih | 1360-ih | 1370-ih | 1380-ih | ►
◄◄ | ◄ | 1349. | 1350. | 1351. | 1352. | 1353. | 1354. | 1355. | ► | ►►
Arhitektura • Astronomija • Glazba • Knjige • Književnost • Kršćanstvo • Medicina • Pravo • Promet • Slikarstvo • Znanost

## Smrti
- 6. prosinca – Klement VI., papa (* 1291.)

## Vanjske poveznice
|  | Zajednički poslužitelj ima još gradiva o temi 1352. |